# Jean-Pierre Bemba
Jean-Pierre Bemba, conosciuto anche come Jean-Pierre Bemba Gombo (Bokada, 4 novembre 1962), è un politico della Repubblica Democratica del Congo.

## Biografia
Nato a Bokada nella provincia del Nord Ubangi, è noto per essere stato vice presidente della Repubblica Democratica del Congo. Bemba è considerato uno degli uomini più ricchi del suo paese perché possiede stazioni televisive private, è legato all'aviazione e alle radio portatili. Nel 2006 fu avversario politico di Joseph Kabila. Accusato dalla Corte penale internazionale di aver commesso crimini di guerra e contro l'umanità.
Bemba fu arrestato vicino a Bruxelles il 24 maggio del 2008 sulle basi del mandato di cattura della Corte penale internazionale per aver spinto i suoi uomini a commettere stupri, saccheggi e omicidi nella Repubblica Centrafricana tra ottobre 2002 e marzo 2003. Suo padre Jeannot Bemba Saolona, era un uomo d'affari che ebbe un forte successo sotto il regime di Mobutu Sese Seko, infatti una delle sue sorelle si è sposata con il figlio di Mobutu. Il 14 luglio del 2010 è cominciato il processo contro Bemba. Il 21 giugno del 2016 la Corte dell'Aja lo ritiene colpevole e lo condanna in primo grado a 18 anni di carcere. Jean-Pierre Bemba diventa la personalità più importante a essere condannata dalla Corte penale internazionale ed è anche la prima volta che l'utilizzo di stupri e di violenze sessuali in quanto crimini di guerra è condannato davanti alla Corte penale internazionale. Il 19 ottobre dello stesso anno viene condannato dalla stessa Corte per aver corrotto 14 testimoni del precedente processo. L'8 giugno 2018 la Corte penale internazionale lo assolve in appello dalle accuse dei reati commessi tra 2002 e 2003.